# 불안장애
불안 장애(영어: anxiety disorder)는 미래에 대한 병적인 불안과 현재 상황에 대한 과도한 공포로 인하여 일상 생활에 장애를 일으키는 정신질환이다. 불안 장애의 진단기준은 불안 장애에 대한 관심이 낮았던 탓에 1980년대에 이르러서야 소개되었다. 공황 장애와 범불안장애의 경우 1980년 미국정신의학협회(American Psychiatric Association, APA)에서 출간한 정신질환 진단 및 통계 편람(Diagnostic and Statistical Manual of Mental Disorders, DSM) 3판(DSM-III)에서 처음 명명되기 시작했다.

## 종류
불안 장애에는 범불안장애, 사회공포증, 공황 장애, 외상 후 스트레스 장애가 포함된다.

### 분리 불안 장애
분리 불안 장애(영어: separation anxiety disorder)는 특정 인물과 떨어져 있을 때 극도의 불안감을 느끼는 장애를 말한다.

### 공포증
공포증(영어: Phobia)은 특수한 상황이나 대상에 대해서 심한 불안과 공포를 느끼게 되어 이러한 상황이나 대상을 회피하게 되는 불안 장애를 말한다. 공포증의 종류에는 다음과 같이 나타낼수 있다.
1. 특정공포증(Specific phobia) : 특정한 대상이나 상황에 대한 비합리적 두려움과 회피행동을 지속적으로 나타내는 장애이다.
2. 사회공포증(Social phobia) : 다른 사람들과 상호작용하는 사회적 상황을 두려워하여 회피하는 공포증의 한 유형이다.
3. 광장공포증(Agoraphobia) : 특정한 장소나 상황에 대한 공포를 나타내는 경우를 말한다. 이 장애는 갑작스럽게 강렬한 불안이 엄습하는 공황발작과 나타나는 경우가 흔하다. 최근에는 광장공포증을 독립된 한 장애로 보기보다는 공황 장애의 한 하위유형으로 간주하고 있다.

### 공황 장애
공황 장애(Panic disorder)는 예기치 못한 갑작스러운 불안감과 함께 호흡곤란, 빈맥, 발한, 어지러움 등의 자율신경계 증상을 동반하는 불안 장애의 한 질환이다. 공황 장애는 다른 정신과적 질환과 동반되는 경우가 많은데 범불안장애가 주요하다.

### 범불안장애
범불안장애(Generalized anxiety disorder, GAD)는 과도한 불안과 걱정이 적어도 6개월 동안 대부분 시간동안 나타나는 장애로 불안한 느낌이 과도하고 광범위하게 그리고 다양한 신체증상을 동반하여 지속되는 특징이 있다. 역학적으로 유병률은 3-8%이며 여자가 남자보다 2배 정도 많다고 한다.

## 기타장애
DSM-5에서는 강박 및 관련 장애, 외상 및 스트레스 관련 장애 등으로 분류되고 있다.

### 강박 장애
강박 장애(영어: obsessive-compulsive disorder, OCD)는 원하지 않는 생각, 즉 강박사고와 행동을 반복하게 되는 불안 장애이다. 손을 자주 씻는다거나 양치질을 지나치게 자주 하는 것 등이 강박장애의 일종이다.

### 외상 후 스트레스 장애
외상후 스트레스 장애(영어: Post traumatic stress disorder, PTSD)란 충격적인 사건을 경험하고 난 후에 불안상태가 지속되는 경우를 말한다.

#### 급성 스트레스 장애
급성 스트레스 장애(영어: Acute stress disorder)는 외상 후 스트레스 장애와 매우 유사한 증상을 나타내는 장애로서 외상적 사건 경험 후 해리성 증상이 2일 이상 4주 이내의 단기간 동안 나타나는 장애를 말한다.

## 진단
범불안장애는 다음 6가지의 증상 중 3가지 이상 해당될 때 범불안장애라고 진단한다. 안절부절 못함 또는 긴장이 고조된 느낌, 쉽게 피로해짐, 정신집중의 어려움 또는 멍한 상태, 자극에 대한 과민성, 근육 긴장감, 수면장애 등이다.
진단은 증상(symptom), 촉발요소(trigger), 개인 및 가족력을 통해 이뤄진다. 불안을 진단하는 객관적인 생물적 표지(biomarker)나 실험실 테스트는 없다. 치료는 매우 달라지기 때문에 장기 불안에 대한 의학적 정신적 원인 때문에 의사가 환자를 평가하는 것은 중요하다.
많은 설문지가 사용되어 왔으며 객관적 체계로 사용될 수 있다. 증상은 범불안장애 각 하위유형 산에 다양하다. 일반적으로 증상은 최소 6개월 동안 보이고 며칠 동안 발생하며 일상 기능 수행 능력을 저해한다. 긴장감이나 불안감 혹은 과민(on edge), 과도한 걱정, 집중하기 어려움, 안절부절, 과민함 등이 증상이다.
의학적으로 사용되는 설문지는 State-Trait Anxiety Inventory (STAI), Generalized Anxiety Disorder 7 (GAD-7), Beck Anxiety Inventory (BAI), Zung Self-Rating Anxiety Scale, Taylor Manifest Anxiety Scale 등이 있다. Hamilton Anxiety Rating Scale, Hospital Anxiety and Depression Scale (HADS), Patient Health Questionnaire (PHQ),  Patient-Reported Outcomes Measurement Information System (PROMIS) 등은 불안과 우울을 복합 측정하는 설문이다. 측정 불안 설문지는 Liebowitz Social Anxiety Scale (LSAS), Social Interaction Anxiety Scale (SIAS), Social Phobia Inventory (SPIN), Social Phobia Scale (SPS), the Social Anxiety Questionnaire (SAQ-A30)가 있다.

### 진단 차이
불안 장애는 과도하거나 발전상 적절한 기한을 넘어서 지속되는 것이라는 점에서, 발전상 정상적인 공포나 불안과는 다르다. 일시적인 공포나 불안과는 다르며, 스트레스 유발성의 6개월 이상 지속되지만, 지속 기준은 유연성 정도가 허용되는 가운데 일반적 가이드로서 의도제작되었으며, 아동은 지속이 더 짧다.
불안 장애 진단은 기저에 깔린 의학적 원인을 밝히는 것이 우선이다. 불안 장애와 비슷한 질병들은, 갑상선저하증(Hypothyroidism), 갑상선 기능 항진증(hyperthyroidism), 고프로락틴혈증(hyperprolactinemia) 등 내분비계 질환, 대사 장애(metabolic disorders)(당뇨 등), 결핍 상태(비타민D, 리보플라빈비타민B2, 비타민 B12, 엽산(folic acid) 등), 소화기 질환 (실리악 스프루(celiac disease), 글루텐 민감증(non-celiac gluten sensitivity), 궤양성대장염(inflammatory bowel disease), 심장질환, 혈액질환 (빈혈), 두뇌 퇴행성 질환(파킨슨병, 치매, 다발성 경화증, 헌팅턴병)이 있다.
일부 약은 독성이나 중단, 혹은 만성 사용으로 인하여 불안을 유발하거나 악화한다. 알코올, 담배, 대마, 진정제(처방된 벤조디아제핀), 오피오이드(처방된 진통제나 헤로인 등 마약), 자극제(카페인, 코카인, 암페타민 등), 환각제, 흡입제 등이 있다.

## 치료
불안 장애는 불안 장애 상호 간, 기분장애, 정신병적 장애, 성격 장애 및 약물 남용 등 매우 다양한 정신장애와 공존하는 수가 많으므로 단순한 불안 장애인지 공존 질환이 있는지를 알아보는 단계를 반드시 거쳐야 한다. 또한 증상은 어느 정도 심한지, 병의 악화 및 완화와 연계되는 정신사회적 스트레스 요인은 어떠한지 등을 파악해야 한다. 일부 환자들은 정신과 약물 치료에 대하여 극심한 저항감을 갖고 있기도 하여 적절한 치료가 어려운 경우도 있다. 대부분의 불안 장애가 악화와 호전을 반복하는 경우가 많다는 것에 대하여 제대로 설명하고 강조하는 것이 향후 치료의 연속성을 높이고 재발을 방지하는 데 도움이 된다.

### 인지 행동 치료
인지 행동 치료(Cognitive Behavioral Therapy, CBT)는 불안 장애의 치료에서 가장 효과적인 방법으로 생각되고 있다. 불안 장애에 대한 인지행동치료는 환자가 가진 불안이 비현실적임을 인지시키고 적절히 개입하여 불안을 조절할 수 있는 적절한 방법을 찾도록 돕는다. 특히 범불안장애의 경우 상황에 대한 위협을 현실적으로 평가하고 위협적인 상황에 대처할 수 있는 능력을 키우는 것에 중점을 둔다. 일반적으로 환자에게 불안감을 유발하거나 경감시키는 생각과 감정을 기록하게 한다. 이러한 생각과 감정을 뒷받침하거나 반박함으로써 환자의 인지적 왜곡을 교정하도록 돕는다. 사회공포증에 대한 인지행동치료는 환자가 가진 사회적인 두려움에 대한 인지적인 접근을 중요시한다. 이들은 치료자의 피드백보다 유사한 증상을 겪고 있는 환자들의 피드백을 더 잘 받아들이는 경우가 많아서 집단 요법이 매우 효과적일 수 있다.
강박 장애의 경우 강박증상의 원인, 의식적 행위, 감정 및 행동 반응에 대한 평가가 선행되어야 한다. 환자가 두려워 하는 우려 상황에 노출시키고 이에 대해 강박사고와 같은 반응을 억제하는 것이 효과적인 것으로 알려져 있다. 외상 후 스트레스의 경우 안전한 상황에서 심리적 외상 사건을 반복 노출시켜 부적절한 감정을 해결하는 노출 요법과 자신을 둘러싼 환경은 극히 위험하다고 하는 왜곡된 사고를 변화시키는 인지 재구조화 치료를 중점으로 한다.
인지행동치료의 효과는 공황 장애에서 가장 두드러진다. 공황이 발생하는 기전과 신체 반응에 대한 자세한 정신교육, 인지 재구조화, 내적 감응 훈련을 중심으로 한 신체 감각에 대한 노출, 회피하고 있는 안전 행동에 대한 포기 등을 유도하는 체계적인 치료가 효과적이며 개인 및 집단 치료에서 유용하게 사용되고 있다

### 약물치료
불안 증상을 보이는 환자에게는 적절한 치료를 위하여 반드시 의학적 원인을 발견하고, 이 원인이 드러날 수도 드러나지 않을수도 있다는 것을 미리 판단해야 한다. 불안 증상은 장기질환(organic disease)으로 이어지기도 하고, 질환으로 인하여서 증상이 발생할 수도 있으며, 질환과 동반하여 발생하기도 한다.
정신약리학적 치료(Psychopharmacological treatment)는 인지행동치료(Cognitive behavioral therapy, CBT)의 연장선 상에서 이뤄지거나 단독으로도 이뤄진다. 약물로는 선택적세로토닌재흡수억제제(selective serotonin reuptake inhibitor, SSRI)와 세로토닌-노레피네프린재흡수억제제(serotonin-norepinephrine reuptake inhibitor, SNRI)가 있다. 기타 프레가발린(pregabalin), 삼환계 항우울제(tricyclic antidepressants, TCA), 부스피론(buspirone), 모클로베미드(moclobemide) 등이 있다.
통상적으로 가장 잘 알려진 항 불안작용 약물은 벤조디아제핀(Benzodiazepine) 계통의 약물이다. 하지만 불안 장애가 진단된 환자들에게 벤조다이아제핀 계통의 약물을 처방하는 것은 추천되지 않는다. 불안 장애는 장기적 치료를 목표로 하며 다른 정신과적 질환과 공존하는 경우가 많기 때문에 공존하는 질환 또한 치료할 수 있도록 약물을 처방해야 한다. 또한 벤조디아제핀은 장기간 사용하다가 중단했을 경우 금단현상과 같은 부작용이 있으며 과거 알코올이나 약물 중독 등을 겪었던 환자의 경우에는 벤조다이아제핀에 대한 남용을 할 우려가 크고 우울증을 유발할 수 있기 때문에 제한적으로 이용해야 한다. 벤조디아제핀은 효과가 빨라 공황 장애와 같은 질환에는 효과가 있지만 외상 후 스트레스 장애에는 분노 발작의 증가, 남용의 위험성으로 추천되지 않는다.
또한 티아넵틴 성분의 항우울제 '스타브론(제일약품)'의 경우, 글루타메이트 조절제로 과활성화된 HPA 축에 의한 과도한 글루타메이트를 조절해 신경가소성을 회복시킨다. 전형적인 삼환계 항우울제(TCA)와는 달리, AMPA, NMDA 수용체 및 아편 수용체에도 작용하여 항불안, 항경련, 진통작용을 가진다. 기존 세로토닌과 노르에피네프린 등에 작용하는 기존 항우울제와 다른 기전으로 작용한다. 긴장, 고통, 통증을 유발하는 신경전달물질인 글루타메이트를 줄여주는 역할과 우울증 완화 뿐만 아니라 불안 장애 완화 효과도 동시에 가지고 있는 효과를 목표로 하고있다고 알려져있다.
한편 노인성 우울 장애 완화는 인지기능개선으로부터 도움받을수있는 가능성이 기대된바있으며 이러한 맥락에서 치매 및 기억력 저하를 예방하여 인지장애에 효과적인 생물학적 기전이 가능할 것으로 언급될수있는바에 대해서  임상적으로 연구가 중요하게 다루어진다.
항불안제를 복용하면 졸리거나 머리가 멍해지는 부작용이 있을 수 있지만 점차 부작용이 사라진다.

## 동반질환
불안 장애는 중증우울장애(major depressive disorder), 양극성장애(bipolar disorder), 섭식장애(eating disorder), 기타 성격장애(personality disorder) 등과 같은 정신건강문제를 동반한다. 또한 신경증적 성향(neuroticism)과 같은 성격특질(personality traits)을 동반하기도 한다. 이러한 동시 발생은 신경질적 특질과 불안 장애에서 공통으로 드러나는 유전적 환경적 영향에 의한 부분도 있다.
불안은 강박 장애(obsessive–compulsive disorder)를 통하여 올 수도 있으며, 공황 장애(panic disorder)에서도 급성으로 나타나기도 한다.